# Schleswig-Holsteinischer Schwimmverband
Der Schleswig-Holsteinische Schwimmverband e. V. (SHSV) mit Sitz in Kiel vereinigt unter seinem Dach die Schwimmvereine des Bundeslandes Schleswig-Holstein.
Der Schleswig-Holsteinische Schwimmverband repräsentiert die fünf olympischen Schwimmsportarten (Schwimmen, Wasserspringen, Synchronschwimmen, Wasserball, Freiwasserschwimmen).

## Wettbewerbe

### Bereich Schwimmen / Freiwasserschwimmen
Der Schleswig-Holsteinische Schwimmverband organisiert jedes Jahr im Bereich Schwimmen verschiedene Landesmeisterschaften, die sich  unter anderem im Streckenangebot, der Bahnlänge und dem Gewässer (Freiwasser oder Beckenwettkämpfe) unterscheiden:
- SHSV-Meisterschaften „Lange Strecken“
- SHSV-Meisterschaften mit Jugendmehrkampf- und Jahrgangsmeisterschaften
- SHSV-Sprintmehrkampf- und Staffel-Meisterschaften
- SHSV-Meisterschaften Kurzbahn
- SHSV-Meisterschaften Freiwasser

Für jüngere Jahrgänge, die noch nicht an den Meisterschaften teilnehmen können, findet jährlich der sogenannte „Nord-Ostsee-Pokal“ statt.
Im Masters-Sport veranstaltet der Schwimmverband zudem Meisterschaften auf den langen Strecken, Kurzbahnmeisterschaften und Freiwasser-Landesmeisterschaften.

### Bereich Synchronschwimmen
Synchronschwimmen gibt es in Schleswig-Holstein vor allem in Flensburg bei den „Fördenixen“ des TSB Flensburg. Die Wettkampfmannschaft der Fördenixen wurde mehrfach Deutscher Meister.

## Dachverbände
Der Schleswig-Holsteinischer Schwimmverband ist Mitglied im Deutschen Schwimmverband e. V. (DSV). Innerhalb des Landessportverbandes Schleswig-Holstein (LSV) ist der SHSV ordentliches Mitglied als Landesfachverband für die Schwimmsportarten.